# Head Above Water (album)
Head Above Water è il sesto album in studio della cantante canadese Avril Lavigne, pubblicato il 15 febbraio 2019 dalla BMG Rights Management.

## Antefatti
Il 1º marzo 2017 Lavigne firma un contratto discografico con la BMG Rights Management per pubblicare l'album quanto prima. Il 21 gennaio 2018 la cantante ha descritto su Twitter l'album come «personale, caro, introspettivo, drammatico, puro, potente, forte e inaspettato, una vera giostra di emozioni». Il 7 febbraio dello stesso anno ha rivelato di aver iniziato il processo di missaggio dell'album e di aver abbozzato una lista tracce. Il 18 agosto 2018 la cantante ha iniziato a girare il video musicale del primo singolo, l'omonimo Head Above Water.

## Promozione
Il singolo di lancio, Head Above Water, è stato pubblicato il 19 settembre 2018, seguito dal videoclip ufficiale pubblicato il successivo 27 settembre. Avril Lavigne ha eseguito Head Above Water per la prima volta dal vivo durante una puntata del talk show serale Jimmy Kimmel Live!, andata in onda il 26 settembre 2018. La canzone è stata cantata dal vivo in occasione della finale della versione statunitense di Ballando con le stelle il 19 novembre 2018.
Il 5 dicembre 2018 è stato annunciato il secondo singolo, Tell Me It's Over, la cui uscita è stata fissata per la settimana successiva insieme al relativo video musicale. Il 12 dicembre, insieme alla distribuzione di Tell Me It's Over, sono state rivelate copertina e lista delle tracce dell'album, immediatamente reso disponibile per il pre-ordine su iTunes. Parte dei progetti per la promozione dell'album sono stati poi annunciati in una intervista telefonica via radio a inizio gennaio. Il 26 gennaio 2019 ha preso parte a ChefDance con Macy Gray.
Il 10 febbraio 2019 è stato inviato alle radio il singolo promozionale Dumb Blonde, in collaborazione con Nicki Minaj, ed è nei piani un video musicale. Il 13 febbraio Avril si è esibita al The Tonight Show Starring Jimmy Fallon. Il 15 febbraio, in contemporanea con l'uscita dell'album, Avril è stata ospite presso Good Morning America. Contemporaneamente con la pubblicazione dell'album, Tell Me It's Over e Dumb Blonde sono stati inviati a diverse radio pop e urban statunitensi. Il 18 febbraio Avril è stata ospite presso il Kelly & Ryan Live. Il 19 febbraio è stato distribuito un video con l'analisi dell'album in ogni sua traccia, il dietro le quinte e alcune performance dal video con iHeartRadio.
Il 30 aprile 2019 Avril si è esibita con I Fell in Love with the Devil al Late Late Show. Il singolo è programmato per essere inviato alle stazioni radio Hot/Modern/Adult Contemporary negli Stati Uniti il 29 luglio. La versione radiofonica del singolo è stata distribuita sulle piattaforme streaming a partire dal 28 giugno 2019.
Il 22 aprile 2020 la cantante ha annunciato un ultimo singolo per chiudere l'era discografica, ovvero Warrior, che l'artista ha registrato in una nuova versione intitolata We Are Warriors. Il singolo è stato messo in commercio il 24 aprile 2020 e l'artista ha scelto di dedicarlo a tutti coloro che sono impegnati nella lotta contro la pandemia di COVID-19 del 2019-2021.

### Esibizioni
Il 5 settembre 2019 si è esibita presso il Grammy Museum, cantando i brani Warrior e Head Above Water, oltre ai successi del passato Girlfriend e My Happy Ending. Dal 14 settembre successivo, la cantante è impegnata con le date nordamericane dell'Head Above Water Tour. Il tour prosegue successivamente nei primi mesi del 2021 con concerti in Asia ed Europa, originariamente previsti per il 2020 ma rimandati a causa della pandemia di COVID-19.

## Descrizione
L'album si apre con Head Above Water, ballad motivazionale al piano in cui Lavigne espone le sue insicurezze e forze attraverso una serie di figure retoriche in cui paragona l'acqua alla Malattia di Lyme, e prega Dio affinché la salvi. Seconda traccia dell'album è Birdie, la quale racconta di una Avril imprigionata al letto dalla malattia, proprio come un uccellino in una gabbia: Avril esprime il suo desiderio di rimettersi in forma e riconquistare se stessa, pur sapendo che soffrirà molto. I Fell in Love with the Devil, sequel delle tracce precedenti, narra di una relazione tossica, focalizzandosi su un conflitto tra ragione e sentimento. La traccia non si limita a proporre una tematica tipica dei romanzi di Jane Austen, ma propone una serie di immagini religiose, tra le quali una figura demoniaca e una figura angelica. Avril sottolinea di essere vittima di un sortilegio, per cui ha ormai perso completamente il contatto con le realtà.
Tell Me It's Over, quarta traccia dell'album, è una canzone in stile gospel in cui la cantante sottolinea la necessità di porre fine alle relazioni tossiche nel corso della propria vita, allontanando ciò che ci danneggia. Dumb Blonde è un inno alla lotta contro gli stereotipi legati all'aspetto fisico, in primis l'idea che le bionde siano stupide, stereotipo utilizzato in passato contro la stessa Avril. It Was in Me è una delicata ma energica piano ballad. La canzone esalta la componente spirituale della realtà, contrapponendola alla componente materiale. Esalta inoltre i valori della fede e della fiducia in se stessi.
Souvenir narra di un amore estivo che svanisce con il terminare delle vacanze, focalizzando sulle speranze per il futuro. In Crush, pezzo dal tono romantico-sentimentale, Avril manifesta le paure per una nuova relazione, poiché non vuole soffrire ancora come in passato. Goddess, traccia completamente acustica ricca di cliché, analizza un'inedita sicurezza nella cantante, donatale da un nuovo grande amore: il suo compagno la fa sentire come una dea.
In Bigger Wow Avril invita l'ascoltatore a volere di più dalla vita e a viverla a pieno: dal suo punto di vista non bisogna mai accontentarsi. Love Me Insane esprime l'idea secondo cui sia importante l'eccesso, inteso come fonte di beatitudine. Warrior, traccia che chiude l'album, è una piano ballad in cui Avril racconta di essersi trovata a combattere diverse avversità durante la malattia, ma ricorda di essere una guerriera, di non essersi arresa e di aver alla fine trionfato, il tutto ricorrendo ad alcune analogie con la mitologia norrena.

## Accoglienza
| Recensione      | Giudizio |
| --------------- | -------- |
| AllMusic        |          |
| Clash           | 7/10     |
| Exclaim!        | 6/10     |
| The Guardian    |          |
| Idolator        | 3.5/5    |
| The Independent |          |
| NME             |          |
| Pitchfork       | 5.5/10   |
| Rolling Stone   |          |

L'album ha ottenuto critiche miste, ottenendo molti apprezzamenti ma anche alcune critiche, raggiungendo un punteggio totale di 55 punti su Metacritic. Il critico musicale Stephen Thomas Erlewine ha scritto per AllMusic che «Avril Lavigne porta con orgoglio le sue cicatrici ed è desiderosa di condividere il suo viaggio. L'album Head Above Water ha i suoi momenti di oscurità, ma non sono tristi, sono commoventi. L'album è progettato per offrire conforto. Avril Lavigne non è più la tradizionale punk del centro commerciale. Tell Me It's Over ondeggia con echi di un ballo lento degli anni '50, Crush è così leggera che fluttua nella stratosfera, e Bigger Wow cresce con strumenti a corda ricordando che ricordano lo stile vintage di Vanessa Carlton». La critica musicale Malvika Padin invece ha scritto per Clash Music che «l'album ha lo scopo di raccontare una storia. Il disco è pensato per rappresentare la crescita e le lotte vinte. Il suono e la voce tipici di Avril riportano indietro nel tempo, pur continuando a far guardare al futuro. Warrior ricorda che lei è una guerriera, in una lotta che ha vinto».

## Tracce
Versione standard
1. Head Above Water – 3:40 (Avril Lavigne, Travis Clark, Stephan Moccio)
2. Birdie – 3:35 (Avril Lavigne, J.R. Rotem)
3. I Fell in Love with the Devil – 4:15 (Avril Lavigne)
4. Tell Me It's Over – 3:09 (Avril Lavigne, Melissa Bel, Ryan Cabrera, Johan Carlsson, Justin Gray)
5. Dumb Blonde (feat. Nicki Minaj) – 3:34 (Avril Lavigne, Onika Maraj, Bonnie McKee, Mitch Allan)
6. It Was In Me – 3:43 (Avril Lavigne, Lauren Christy, Johan Carlsson)
7. Souvenir – 2:57 (Avril Lavigne, Lauren Christy, Jon Levine, Mitch Allan)
8. Crush – 3:33 (Avril Lavigne, Zane Carney, Johan Carlsson)
9. Goddess – 3:41 (Avril Lavigne, Ross Golan, Johan Carlsson)
10. Bigger Wow – 2:55 (Avril Lavigne, Lauren Christy, Jon Levine, Mitch Allan)
11. Love Me Insane – 3:00 (Avril Lavigne, Lauren Christy, Jon Levine, Mitch Allan)
12. Warrior – 3:45 (Avril Lavigne, Zane Carney, Travis Clark, Chad Kroeger)

Tracce bonus nell'edizione giapponese
1. Head Above Water (feat. Travis Clark) – 4:00 (Avril Lavigne, Travis Clark, Stephan Moccio)

## Successo commerciale
Nella classifica giapponese delle vendite fisiche e digitali Head Above Water ha esordito al 7º posto con 13 655 esemplari.

## Classifiche
| Classifica (2019) | Posizione massima |
| ----------------- | ----------------- |
| Australia         | 9                 |
| Austria           | 2                 |
| Belgio (Fiandre)  | 12                |
| Belgio (Vallonia) | 25                |
| Canada            | 5                 |
| Finlandia         | 41                |
| Francia           | 34                |
| Germania          | 3                 |
| Irlanda           | 25                |
| Italia            | 6                 |
| Lituania          | 51                |
| Nuova Zelanda     | 21                |
| Paesi Bassi       | 18                |
| Polonia           | 31                |
| Portogallo        | 11                |
| Regno Unito       | 10                |
| Repubblica Ceca   | 11                |
| Slovacchia        | 35                |
| Spagna            | 18                |
| Stati Uniti       | 13                |
| Svizzera          | 4                 |

## Date di pubblicazione
| Nazione | Data             | Etichetta             |
| ------- | ---------------- | --------------------- |
| Mondo   | 15 febbraio 2019 | BMG Rights Management |
| Brasile | 29 marzo 2019    | Warner Music Group    |